# Kaizer Chiefs
Kaizer Chiefs is een Zuid-Afrikaanse voetbalclub uit Johannesburg.
De club werd in 1970 opgericht door Kaizer Motaung, die terugkeerde uit de Verenigde Staten na daar bij de Atlanta Chiefs gespeeld te hebben. Het was een van de eerste clubs in Zuid-Afrika die professioneel werd.
Kaizer Chiefs is de populairste club van het land en heeft zo'n 14 miljoen supporters, de club is zelfs populairder dan het nationale voetbalelftal. Het is ongetwijfeld de meest succesvolle club uit het land en kon ook op internationaal vlak succes boeken. De club werd 11 keer landskampioen waarvan 6 keer in de National Professional Soccer League, 3 keer in de National Soccer League en 2 keer in de Premier Soccer League. In 2008 wonnen ze het MTN 8 toernooi en in 2010 de Telkom Knockout Cup door de Orlando Pirates met 3-0 te verslaan in Soccer City.

## Erelijst
- Premier Soccer League: 2004, 2005, 2013, 2015
- National Soccer League: 1989, 1991, 1992,
- National Professional Soccer League: 1974, 1977, 1979, 1981, 1984
- MTN 8: 1974, 1976, 1977, 1981, 1982, 1985, 1987, 1989, 1991, 1992, 1994, 2001, 2006, 2008, 2014
- Telkom Knockout Cup: 1983,1984, 1986, 1988, 1989, 1997, 1998, 2001, 2003, 2004, 2007, 2009, 2010
- Nedbank Cup: 1971, 1972, 1976, 1977, 1979, 1981, 1982, 1984, 1987, 1992, 2000, 2006, 2013
- African Cup Winners' Cup: 2001

## Trainer-coaches
- Vela Mkhwanazi (1955–69)
- Kaizer Motaung (1970), (1972–73), (1976–78)
- Orlando Casares (1981–84)
- Joe Frickleton (1984–86)
- Ted Dumitru (1986–87), (2003–05)
- Jeff Butler (1988–89), (1991–92)
- Philippe Troussier (1994)
- Paul Dolezar (1997–99)
- Muhsin Ertuğral (1999-03), (2007–09)
- Ernst Middendorp (2005–07)
- Vladimir Vermezović (2009–12)
- Stuart Baxter (2012–2015), (2021– )
- Steve Komphela (2015–?)